# Aéroport international Benazir Bhutto
L'aéroport international Benazir Bhutto (code IATA : ISB • code OACI : OPRN) est le troisième plus grand aéroport du Pakistan. Il est situé dans la ville de Rawalpindi, près de la capitale Islamabad.
Auparavant, il était appelé aéroport international d'Islamabad. Il a été renommé le 21 juin 2008 par l'ancien Premier ministre Youssouf Raza Gilani (Parti du peuple pakistanais) en la mémoire de l'ancienne Premier ministre Benazir Bhutto (Parti du peuple pakistanais), qui avait été assassinée à Rawalpindi six mois auparavant.
Durant l'année fiscale 2007-2008, environ 50 000 vols et 4,8 millions de passagers ont transité par cet aéroport, ce qui en fait le deuxième plus grand du pays quant au trafic passagers.
Un nouvel aéroport a été construit près d'Islamabad à une vingtaine de kilomètres de Rawalpindi, a été inauguré en mai 2018, et est le plus grand du Pakistan, les infrastructures sont, depuis affectées à la Base aérienne de Nur Khan.

## Situation
| Bahawalpur Chitral Dalbandin Dera Ghazi Khan Dera Ismail Khan Faisalabad Gilgit Gwadar Islamabad Karachi Lahore Moenjodaro Multan Nawabshah Panjgur Peshawar Quetta Rahim Yar Khan Sialkot Sawan Sehwan · Sharif Sindhri Skardu Sukkur Turbat Zhob |

## Compagnies aériennes et destinations
| Compagnies                      | Destinations |
| ------------------------------- | --- |
| Air Arabia                      | Ras el Khaïmah |
| Airblue                         | - Abou Dabi, - Charjah, - Djeddah - Roi-Abdelaziz, - Dubaï, - Karachi-Jinnah, - Riyad-roi Khaled |
| Air China                       | Pékin-Capitale |
| AirSial                         | Dammam-roi Fahd, Djeddah - Roi-Abdelaziz, Karachi-Jinnah, Mascate, Riyad-roi Khaled |
| Azerbaijan Airlines             | Bakou-H. Aliyev |
| British Airways                 | Londres-Gatwick |
| China Southern Airlines         | Canton-Baiyun, Kachgar-Kashi, Ürümqi-Diwopu |
| Emirates                        | Dubaï |
| Etihad Airways                  | Abou Dabi |
| Fly Jinnah                      | Charjah, Karachi-Jinnah, Manama-Bahreïn, Mascate, Quetta |
| Flydubai                        | Dubaï |
| Flynas                          | Riyad-roi Khaled |
| Gulf Air                        | Manama-Bahreïn |
| Iraqi Airways                   | Bagdad, Nadjaf |
| Jazeera Airways                 | Koweït |
| Kam Air                         | Kaboul |
| Kuwait Airways                  | Koweït |
| Pakistan International Airlines | - Abou Dabi, - Al-Aïn, - Bakou-H. Aliyev, - Chitral (en), - Dammam-roi Fahd, - Djeddah - Roi-Abdelaziz, - Doha-Hamad, - Dubaï, - Buraydah, - Gilgit, - Istanbul, - Karachi-Jinnah, - Kuala Lumpur, - Mascate, - Médine-Prince M. Bin Abdulaziz, - Multan, - Paris-Charles de Gaulle, (débute le 10 janvier 2025) - Pékin-Capitale, - Quetta, - Riyad-roi Khaled, - Salalah, - Sialkot, - Skardu, - Sukkur, - Taëf, - Toronto (Pearson) |

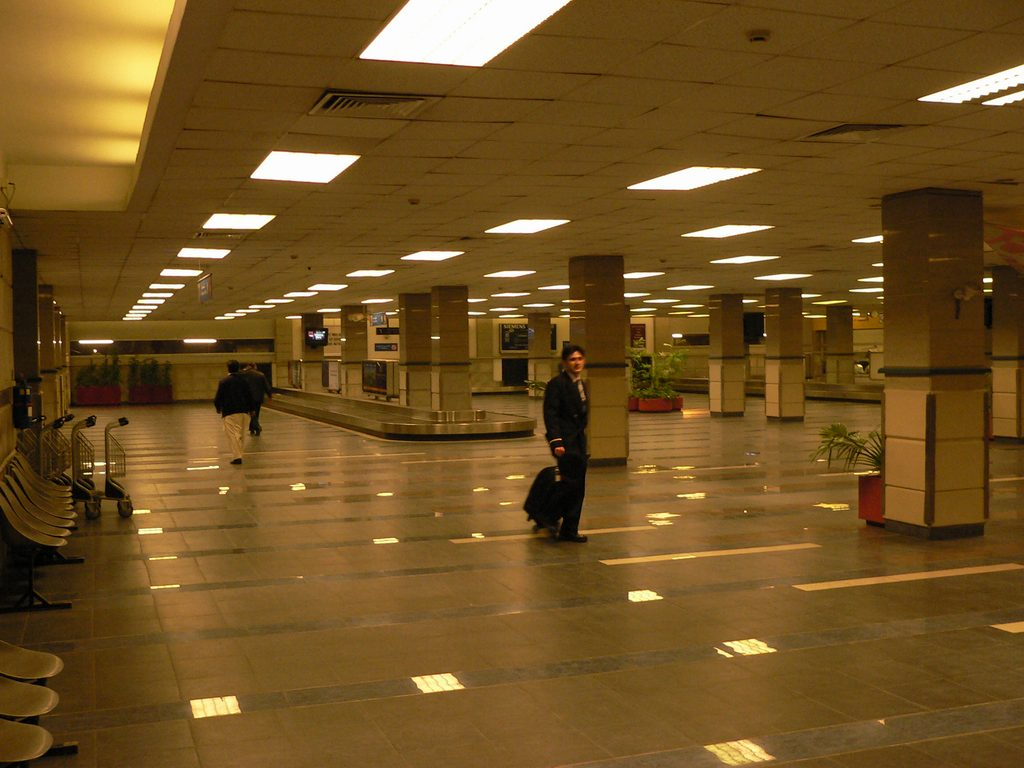

| Qatar Airways                   | Doha-Hamad |
| SalamAir                        | Mascate |
| Saudia                          | Djeddah - Roi-Abdelaziz, Riyad-roi Khaled |
| SereneAir                       | - Charjah, - Dubaï, - Karachi-Jinnah, - Médine-Prince M. Bin Abdulaziz, - Pékin-Daxing, - Quetta |
| Somon Air                       | Douchanbé |
| Thai Airways International      | Bangkok-Suvarnabhumi |
| Turkish Airlines                | Istanbul |

Edité le 8/12/2024